# Leucopis simplex
Leucopis simplex är en tvåvingeart som beskrevs av Friedrich Hermann Loew 1869. Leucopis simplex ingår i släktet Leucopis och familjen markflugor. Inga underarter finns listade i Catalogue of Life.